# La Rumba
Pour les articles homonymes, voir Rumba (homonymie).
Pour plus de détails, voir Fiche technique et Distribution.
La Rumba est un film français de Roger Hanin sorti en 1987.

## Synopsis
Beppo Manzoni est un parrain de la pègre parisienne dans la période troublée de l'immédiat avant-guerre. Il est le patron de plusieurs établissements de nuit, notamment un dancing huppé dont certains danseurs sont également ses hommes de main. Beppo est engagé dans la lutte contre le fascisme. Il cache trois Italiens poursuivis par la police de Mussolini. Le commissaire Detaix, membre de la redoutable organisation de la « Cagoule », surveille Beppo... Pour le tromper, Beppo se fait passer pour un sympathisant de la cause fasciste et met en scène l'assassinat de ses amis italiens. Mais, par ailleurs, ses hommes organisent des attentats et le cambriolage de l'appartement du patron de la Cagoule. La trahison de Puppie, l'un des danseurs de Beppo, amène l'assassinat – réel cette fois – des réfugiés italiens, la mise à sac des établissements de Beppo, la tentative d'assassinat sur Gino (l'homme de confiance de Beppo) et l'essai du commissaire Detaix pour mettre la main sur le nouvel établissement que se faisait construire Beppo. Mais la repentance de Puppie et la solidarité du milieu permettent à Beppo et ses hommes de retourner la situation. Le film se termine avec la mobilisation des danseurs.

## Fiche technique
- Réalisateur : Roger Hanin
- Scénario : Jean Curtelin et Roger Hanin
- Dialogues : Jean Curtelin
- Directeur de la photographie : Jean Penzer
- Ingénieur du son : Daniel Brisseau et Claude Villand
- Musique : Claude Bolling, Richard Wagner (ouverture de Tannhaüser durant le cambriolage de l'appartement de Damien Malleville)
- Chorégraphe : Christine Gandois
- Décorateur : Bernard Evein
- Assistant-réalisateur : Michel Picard et Mathieu Kassovitz
- Montage : Youcef Tobni
- Genre : Film dramatique, Film policier
- Durée : 95 minutes
- Production : Hachette Première, PROGEFI (Production Générale de Films), TF1 Films Productions
- Productrice déléguée : Christine Gouze-Rénal
- Directeur de production : Philippe Verdot
- Distributeur : UIP (United International Pictures)

## Distribution
- Roger Hanin : Beppo Manzoni
- Michel Piccoli : Damien Malleville
- Niels Arestrup : Le commissaire Detaix
- Guy Marchand : Ma Pomme
- Corinne Touzet : Regina Berluzzi
- Sam Karmann : Antoine
- Karim Allaoui : Gino Motta
- Philippe Caroit : Paul Bergerac
- Jean-Pierre Castaldi : Mario, un frère Toselli
- Michaël Denard : Fred Astaire
- Jean-Claude de Goros : Luigi, un frère Toselli
- Stéphane Jobert : Puppie Ziegler
- Xavier Maly : Eugène
- Sophie Michaud : Valentine
- Valérie Pascale : Linda
- Patachou : Mme Meyrals
- Bruno Pradal : Teddy Malakian, caïd du milieu
- Vivian Reed (en) : Joséphine Baker
- Lino Ventura : caïd du milieu (non crédité)
- Yves Vincent : Del Monte, ambassadeur d'Italie
- Félix Marten : Raymond Leprince
- Bernard Lanneau : Charly
- Marine (cocogirl) : Sonia
- Yolande Gilot : Margot
- Jacques Choukroun : Teddy Langlois
- Florence Attali : la fille Schumacher
- Guy Delorme
- Georges Atlas : Schumacher
- Jean-Luc Battini : L'huissier
- Odile Mallet : La dame distinguée

## Autour du film
- Lino Ventura y fait une apparition dans le rôle d'un caïd. C'était la dernière fois qu'on le voyait au cinéma car il décédait huit mois après la sortie du film.
- Vivian Reed (en), née en 1947 à Pittsburgh, Pennsylvanie et qui interprète le rôle de Joséphine Baker, est une actrice et chanteuse américaine dont l'essentiel de la carrière se déroula sur la scène de Broadway.